# Чалакли
Чалакли (на македонска литературна норма: Чалакли) е село в община Валандово, Северна Македония.

## География
Селото е разположено в южното подножие на Беласица.

## История
В края на XIX век Чалакли е изцяло турско село в Дойранска каза на Османската империя. В „Етнография на вилаетите Адрианопол, Монастир и Салоника“, издадена в Константинопол в 1878 година и отразяваща статистиката на населението от 1873 година, Чалакли (Tchalakli) е посочено като селище с 60 домакинства, като жителите му са 133 мюсюлмани. Според статистиката на Васил Кънчов („Македония. Етнография и статистика“) от 1900 година, Чалъкли има 260 жители, всички турци.

### Преброявания
В Чалакли има 63 домакинства в 2002 година, като жителите му, според преброяванията, са:
- 1994 – 277
- 2002 – 358

## Личности
Починали в Чалакли
- Георги Иванов Рашин, български военен деец, поручик, загинал през Първата световна война[4]